# Соснова (Нижньосілезьке воєводство)
Соснова (пол. Sosnowa, нім. Wolmsdorf) — село в Польщі, у гміні Каменець-Зомбковицький Зомбковицького повіту Нижньосілезького воєводства.
Населення — 207 осіб (2011).
У 1975-1998 роках село належало до Валбжиського воєводства.

## Демографія
Демографічна структура станом на 31 березня 2011 року:
|          | Загалом | Допрацездатний вік | Працездатний вік | Постпрацездатний вік |
| -------- | ------- | ------------------ | ---------------- | -------------------- |
| Чоловіки | 97      | 22                 | 69               | 6                    |
| Жінки    | 110     | 21                 | 69               | 20                   |
| Разом    | 207     | 43                 | 138              | 26                   |